# IC 343
IC 343 је спирална галаксија у сазвјежђу Еридан која се налази на листи објеката дубоког неба у Индекс каталогу.
Деклинација објекта је - 18° 26' 38" а ректасцензија 3h 40m 7,1s. Привидна величина (магнитуда) објекта IC 343 износи 13,2 а фотографска магнитуда 14,1. IC 343 је још познат и под ознакама ESO 548-66, MCG -3-10-29, PGC 13495.